# Língua pilagá
Pilagá é uma língua Guaicuru falada por cerca de 4 mil nos vales dos rios Bermejo e Pilcomayo, oeste de Formosa (província), no nordeste Argentina.

## Contexto sociocultural
A distribuição geográfica nas comunidades é permeada pela organização social pan-chacoana de pessoas em tribos.
Segundo Braunstein (1983), entre os grupos do Chaco, várias tribos constituem uma 'nação', identificada por um nome comum e associada a casamentos e trocas. Ele afirma que as tribos têm, de preferência, endogamia, com a residência pós-conjugal uxirolocal. Entre os Pilagá, as tribos se identificaram com nomes de animais da região e essas denominações tradicionais persistem nos tempos atuais.
Como muitos antropólogos notaram, os grupos Chaco, incluindo os Pilagá, foram caçadores-coletores. A caça inclui pesca e coleta de mel. A caça é exclusivamente domínio dos homens, enquanto a colheita de frutas silvestres, palmitos, mesquitos (prosopis sp) e lenha é realizada regularmente pelas mulheres. Os principais animais caçados são espécies de veados e tatus. Entre os espécimes de peixes estão surubi (Pseudoplatysoma coruscans), pacú (colossoma mitrei) e dorado (salminus maxillosus).
Com o avanço do contato europeu desde a conquista e com o estabelecimento em diferentes épocas de colônias, fazendas e missões, os grupos Chaco, incluindo os Pilagá, começaram a perder seus territórios. Eles ficaram confinados a partes menores de terras e, como consequência, interromperam suas atividades de coleta de caçadores. Hoje, com a sedentarização, o povo de Pilagá combina práticas tradicionais com o cultivo da terra e a criação de gado em pequena escala e o comércio de cestaria, tapeçaria e artefatos de madeira.

## Afiliação
Pilagá pertence ao grupo de idiomas Guaykuruan (também escrito 'Waikuruan' ou 'Guaicuruan') falados no Gran Chaco da América do Sul. A palavra Chaco, de origem quichua, significa 'território de caça' (Cordeu e Siffredi 1971: 5). O Gran Chaco ocupa uma área de cerca de 1 milhão de quilômetros quadrados, dos quais 50% estão em terras argentinas, e a outra metade distribuída entre Paraguai, Bolívia e Brasil (Karlin et alt. 1994).
Das seis línguas que se afirma pertencerem a esta família, apenas quatro são faladas em Kadiwéu (ou Caduveo), Mocoví, Pilagá e Toba. As outras duass, Abipón e Mbayá, foram extintos há mais de um século.

## Situação atual
Pilagá goza de um bom nível de vitalidade, sendo a primeira língua que as crianças adquirem antes de começar a escola.
No entanto, o Ministério da Educação de Formosa não desenvolveu programas educacionais bilíngues importantes ou currículo para os Pilagá. Além disso, apenas algumas escolas (seis de um total de dezesseis) têm auxiliares de língua pilagá trabalhando em conjunto com professores certificados como tradutores. No entanto, o programa é bastante ineficaz por falta de escopo ou sequência para a instrução de Pilagá e poucos materiais didáticos.
Embora o uso de Pilagá na comunicação diária entre adultos denota solidariedade, os falantes mais jovens usam a troca de código aparentemente para preencher lacunas no conhecimento da língua vernacular.
As áreas em que a língua e as tradições de Pilagá são mais bem preservadas são as comunidades rurais. No entanto, a falta de educação em idioma nativo para crianças de Pilagá torna o futuro do idioma sombrio.

## Fonologia e ortografia
O inventário inclui obstruirtes e sonorantes, totalizando dezoito fonemas Consoantes e quatro Vogais. Em 1996, a Pilagá projetou o sistema ortográfico atualmente utilizado.
- Consoantes: p,  t, ch, k,q, ʔ,  d, g, ʕ, h, l, ll, m, n, ñ, w, y
- Vogais: a, e, o, i

## Amostra de texto
Chan’eesa da’ ‘antamiñii, qaa’le ‘oñiit’oi: ‘Am qadet’a qan’étoqo’t ‘me ‘onet’ague di’ piỹem, ỹima da’ qoỹi’ỹoxoden da’ ‘adenaxat. Ỹa ‘anamaxaño’ qomle da’ ‘ad’onataxanaxac, tetoqo’ ỹí’et ga’ ‘onétapeec ỹima jen’me huetalquéna, ‘ená’am jena’me huet’ot na’ piỹem. Ỹa qo’mi ‘auanema jénjo’ nolo’ ga’ qonoq ‘me seuénaqtaaque. ‘Auapalaxa’t qomle naua’ qadoico, ‘ená’am qo’mi da’ sóxote sapalaxataq ga’ qo’mi qoỹ’eteque ‘me sa nó’in. Sa ‘te qomle da’ qo’mi ‘auasengueta ga’ qan’iinaguec, na’chidáta da’ qo’mi ‘antelaqtena’agueta ga’ sa nó’in. Qá’a da’ ‘ad’onataxanaxac, qataxa da’ ‘ad’añaxac, qataxa da’ ‘adi’ỹoxodic na’chi ‘eeta’t qaỹa ‘te loiquiaqa’. Já’a, na’chi ‘éeta dójo.